# Maja Wetter
Maja Wetter född 2 maj 1904 i Göteborg, död 1982, var en svensk målare.
Hon var dotter till affärsmannen Axel Carlander och Hedvig Elisabeth Hildebrand och från 1924 gift med hovmarskalken Sten Erik P:son Wetter. Hon började först som autodidakt amatörkonstnär och bedrev sitt konstnärskap som en hobby. Efter att hennes konst uppmärksammats av vänner i bekantskapskretsen uppmanades hon att ställa ut sin konst offentligt. Eftersom hon saknade formel utbildning studerade vid Signe Barths målarskola i Stockholm 1954–1955. Hon genomförde även flera studieresor till Italien och målarresor till Lappland. Separat ställde hon bland annat ut på Galleri S i Stockholm 1963 samt i Gunnebo 1967 och hon medverkade i ett flertal samlingsutställningar. Som illustratör illustrerade hon delar av Erik Wetters Studies and strolls in southern Etruria. Hennes konst består av stilleben, interiörer, blommor och landskapsskildringar utförda i olja eller akvarell. Wetter är representerad vid Moderna museet med en akvarell.